# We Tasi
Der We Tasi (Wetasi, Welosi) ist ein Bergsee in Osttimor, auf einer Meereshöhe von 750 m. Er liegt in der Aldeia Hali Mean (Suco Ahic, Verwaltungsamt Laclubar, Gemeinde Viqueque), westlich des Berges Cassacaic. Von Norden erreicht den See ein Zufluss durch das Tal, der von Bächen an den Berghängen gespeist wird.
Der nächstgelegene Ort ist Cai Ua, etwa ein Kilometer südwestlich, am Fuß der Berge. In Cai Ua befindet sich der Sitz des Sucos Ahic.